# Анатольєвка (Октябрський район)
Анато́льєвка (рос. Анатольевка) — село у складі Октябрського району Оренбурзької області, Росія.

## Населення
Населення — 31 особа (2010; 61 у 2002).
Національний склад (станом на 2002 рік):
- росіяни — 52 %